# Temniak
Temniak (polsky Ciemniak, 2090 m n. m.) je hora v Západních Tatrách ve skupině Červené vrchy na slovensko-polské státní hranici. Leží v hlavním hřebeni mezi vrcholy Kresanica (2122 m), který je oddělen Mulovým sedlem (2067 m), a Poľská Tomanová (1977 m), který je oddělen Tomanovským sedlem (1686 m). Do Tomanovského sedla klesá hřeben přes skalisko zvané Stoly (1947 m). Na jihovýchodě spadají svahy hory žlabem Zadný úplaz do závěru Tomanovské doliny, na jihozápadě klesají do Doliny Tomanowa. Západním směrem vybíhá rozsocha Wysoki Grzbiet, severozápadním směrem rozsocha Twardy Grzbiet sevřená mezi Dolinu Kościeliska a Dolinu Miętusia. Hora je budována převážně dolomity, pouze místy vystupují na povrch i krystalické horniny. Na úbočích hory se nachází mnoho jeskyní, například: Jaskinia Miętusia, Jaskinia Lodowa w Ciemniaku, Studnia w Kazalnicy Miętusiej či Jaskinia Wysoka za Siedmioma Progami.

## Přístup
- po červené  značce z vrcholu Malolučniak nebo ze sedla Chuda Przełączka

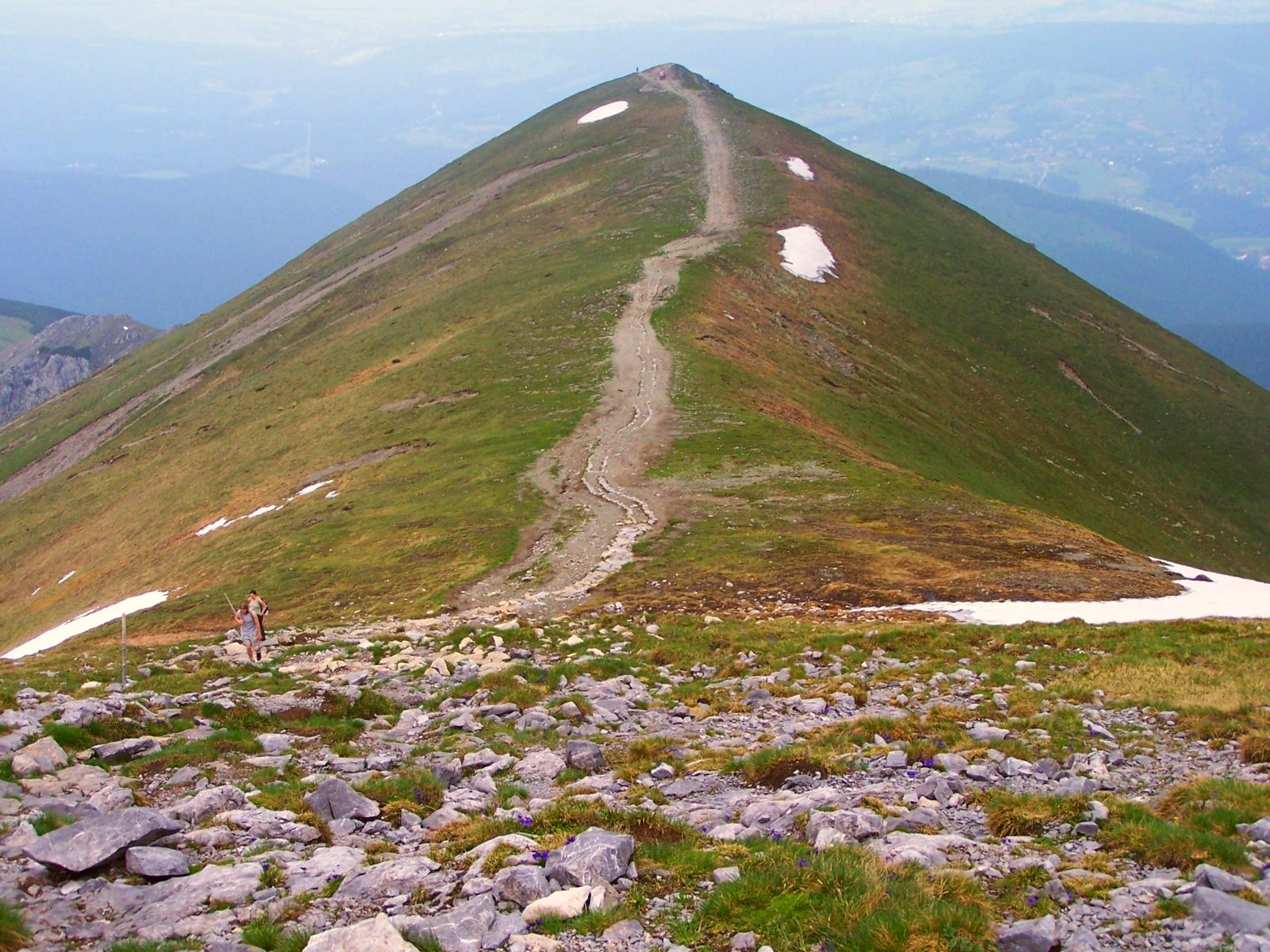
Temniak od severozápadu